# Kumagaya Rugby Stadium
Le Kumagaya Rugby Stadium (熊谷ラグビー場, littéralement le "stade de rugby de la ville de Kumagaya") est un stade destiné au rugby dans la ville de Kumagaya dans la province de Saitama au Japon.

## Historique
Construit en 1991, le stade est rénové entre 2016 et 2018 pour la Coupe du monde 2019. Sa capacité totale est augmentée de 6 000 sièges de manière temporaire pour atteindre une capacité totale à 30 000 places.
C'est le stade des Panasonic Wild Knights qui évolue en Top League.

## Coupe du monde 2019
Le stade accueil trois matches de la coupe du monde 2019 :
- Russie -  Samoa : 9-34
- Géorgie -  Uruguay : 33-7
- Argentine -  États-Unis :